# إيان دوكر
إيان دوكر (بالإنجليزية: Ian Docker)‏ هو لاعب كرة قدم بريطاني في مركز الوسط، ولد في 12 سبتمبر 1969. لعب مع نادي غيلينغهام.